# Reckoning
Reckoning är ett album av den amerikanska rockgruppen R.E.M., utgivet 1984 som bandets andra fullängdsalbum. Populära låtar från albumet är "So. Central Rain (I'm Sorry)" och "(Don't Go Back To) Rockville".
Albumet nådde plats 27 på albumlistan i USA och plats 91 i Storbritannien. Den 24 juni 1991 hade det sålt guld i USA.

## Låtlista
Samtliga låtar skrivna av Bill Berry, Peter Buck, Mike Mills och Michael Stipe.
1. "Harborcoat" - 3:54
2. "7 Chinese Brothers" - 4:18
3. "So. Central Rain (I'm Sorry)" - 3:16
4. "Pretty Persuasion" - 3:51
5. "Time After Time (Annelise)" - 3:30
6. "Second Guessing" - 2:52
7. "Letter Never Sent" - 2:59
8. "Camera" - 5:26
9. "(Don't Go Back To) Rockville" - 4:55
10. "Little America" - 2:56